# Commewijne (rzeka)
Commewijne (sranan tongo: Kawina-liba) – rzeka w Surinamie, główny dopływ Surinamu. 

## Nazwa
Niderlandzka nazwa Commewijne to zniekształcona forma lokalnej nazwy w języku Arawaków kama wini, co oznacza „rzekę tapirów”.  

## Opis
Commewijne bierze początek w górach Hok-A-Hing w pobliżu zbiornika Brokopondo. Powierzchnia jej zlewni wynosi 6600 km². Pomiary jej przepływu były nieliczne – przy ujściu średni przepływ wynosił 120 m³/s, a na jej 115 kilometrze – 51,3 m³/s. Commewijne jest głównym dopływem Surinamu. 
Na brzegach rzeki żyją m.in. kajmany. Wody zamieszkują m.in. drobnoustek Beckforda, Pygopristis denticulata, tarpon atlantycki, a także przedstawiciele takich rodzin jak diamentnikowate, ukośnikowate, Chilodontidae, Crenuchidae, Gymnotidae, pstrążeniowate oraz smukleniowate.  
Od XVII w. rzeka jest ważnym szlakiem transportowym. Wzdłuż jej brzegów lokowano plantacje.